# Christian Børs
För räddningsskutan, se RS Christian Børs II
Christian Børs, född 1823 och död 1905, var en norsk affärsman i New York.
Børs idkade till en början agenturverksamhet i sin födelsestad Bergen, men emigrerade 1848 till Amerika, där han småningom arbetade sig upp och 1867 grundade firman Christian Børs & co. i New York, vilken under hans ledning utvecklade till ett av stadens största exporthus för spannmål, petroleum med mera. Då Børs 1878 drog sig från affärslivet för att helt ägna sig åt sitt uppdrag som svensk-norsk konsul i New York, hade han byggt upp en ansenlig förmögenhet. 1890 avgick Børs som konsul och flyttade till Paris. Han understödde frikostigt konst och vetenskap, särskilt födelsestaden Bergen.